# رشته‌کوه نمک
رشته‌کوه نمک (پنجابی: سلسله کوه نمک) یک سیستم تپه ای در استان پنجاب پاکستان است که نام خود را از ذخایر گسترده سنگ نمک آن گرفته‌است. دامنه در امتداد جنوب فلات پوتوهار و شمال رودخانه جهلوم امتداد دارد. محدوده شامل معادن بزرگ خورا، Kalabagh و ورچهه می‌شود.
محدوده نمک ۸۰۰ میلیون سال پیش، با تبخیر یک دریای کم عمق و به دنبال آن تحت فشار دادن صفحه هند، محدوده‌ای را تشکیل داد که حدود ۳۰۰ کیلومتر امتداد داشت. این محدوده نام خود را از وجود ضخیم‌ترین درزهای سنگ نمک در جهان گرفته. محدوده نمک یک منطقه باریک از چین خوردگی قوی، گسل و بالا آمدن موضعی است. از لحاظ زمین‌شناسی، سنگ‌های طبقه‌بندی شده بسیار فسیلی، شامل چینه‌شناسی کامبرین، توالی کربنات پرمین با بازوپایان، مرز پرمین-تریاس، بسترهای آمونیتی تریاس زیرین در این ناحیه در دسترس است. این منطقه سرشار از یافته‌های دیرینه‌شناسی هم است: پستانداران خشکی بزرگ و کوچک مربوط به حدود ۱۸ میلیون سال پیش زمانی که آب و هوای این منطقه مرطوب بود. فسیلی دایناسورهایی که در سنگ آهک قسمت بالایی ژوراسیک میانی نقش بسته‌اند. انبوهی از بلمنیت‌های کرتاسه و بقایای فسیلی ۱۴ میلیون ساله دینوتریوم که در چوآسایدان‌شاه کشف شد. استخوان لگن فسیل شده ۱۲٫۳ میلیون ساله از یک میمون ماقبل تاریخ و بسیاری سنگواره‌های دیگر. اولین شواهد از حضور انسان نیز در محدوده نمک در دره رودخانه سوان وجود دارد که در آن صدها ابزار سنگریزه لبه‌دار مربوط به دوران پارینه سنگی پایین کشف شده. در محدوده نمک، مجموعه ای متراکم از مکان‌ها و مکان‌های تاریخی هم وجود دارد که قدمت آن‌ها به قرن چهارم پ.م. می‌رسد؛ زمانی که اسکندر مقدونی آخرین نبرد خود را با راجا پوروس در کرانه رود جهلوم انجام داد. در طول دوره سلطنت هندو، امپراتوری گورکانی تا دوران حکومت سیک‌ها و استعمار بریتانیا. قلعه‌ها، صومعه‌ها و مجموعه‌های معابد مانند کافرکوت و مالوت (قرن ۹ تا ۱۹)، ناندنا، تیلا جوگیان و سایت میراث جهانی روتاس بر روی سکوهای کوهستانی مرتفع مشرف به گذرگاه‌های مهم در میان محدوده نمک قرار دارند. اماکن سکونتگاهی و مراکز باستانی زیارتی مذهبی مانند کاتاس راج و ماری ایندوس، مکان‌های گورکانی اولیه مانند تختگاه بابر. چاه‌های پلکانی، مخازن سنگی، حوض‌های مقدس و بانیان و نخلستان‌هایی که دوره‌های زیادی را در بر می‌گیرند در سراسر چشم‌انداز پراکنده هستند. با این حال، مکانی که به بهترین وجه تأثیر متقابل فرهنگ و طبیعت، انسان و زمین‌شناسی سلسله نمک را نشان می‌دهد، خهورا، یکی از غنی‌ترین ذخایر نمکی جهان است که حداقل هزار سال است که نمک در آن مورد بهره‌برداری قرار گرفته‌است. ذخایر نمک پرکامبرین در خهورا زمانی شناخته شد که اسکندر مقدونی در طول لشکرکشی خود به هند از منطقه جهلوم و میانوالی عبور کرد. در دوران گورکانی، نمک در بازارهای مختلف، تا آسیای مرکزی معامله می‌شد. با سقوط امپراتوری گورکانی، معدن خهورا توسط سیک‌ها و سپس توسط بریتانیایی‌ها، که اداره آن را صنعتی کردند، تصرف شد و امروزه به عنوان یک معدن، مرکز تحقیقاتی و گردشگری در مقیاس وسیع به فعالیت خود ادامه می‌دهد.

## تاریخ
کتیبه ای که در کورا در رشته نمکی یافت شده‌است، ساخت یک صومعه بودایی را توسط شخصی به نام روتا سیدهاوریدی در زمان فرمانروایی حاکم هونا تورامانا ثبت کرده‌است. اهدا کننده ابراز آرزو می‌کند که شایستگی دینی حاصل از هدیه او توسط پادشاه و اعضای خانواده اش تقسیم شود.
اعوان، گاخارها و جانجواس در نبردی بی پایان برای حاکمیت بر منطقه شرکت کرده بودند.